# Суперкубок Англії з футболу 1928
Суперкубок Англії з футболу 1928 — 15-й розіграш турніру. Матч відбувся 24 жовтня 1928 року між чемпіоном Англії клубом «Евертон» та володарем кубка країни клубом «Блекберн Роверз».
| Володар Суперкубка Англії 1928 |
| ------------------------------ |
|                                |
| «Евертон» Перший титул         |

## Учасники
| Клуб              | Участей | Роки (жирним виділено перемоги) |
| ----------------- | ------- | ------------------------------- |
| «Евертон»         | дебют   |                                 |
| «Блекберн Роверз» | 1       | 1912                            |

## Матч

### Деталі
| 24 жовтня 1928 |

| «Евертон» | 2–1      | «Блекберн Роверз» |
| --------- | -------- | ----------------- |
| Дін       | Протокол | Торневелл         |

| Олд-Траффорд, Манчестер Глядачів: 4 000 |

| В                |  | Артур Дейвіс    |
| З                |  | Варні Крессвелл |
| З                |  | Джек О'Доннелл  |
| ПЗ               |  | Томас Гріффітс  |
| ПЗ               |  | Гантер Гарт     |
| ПЗ               |  | Альберт Вірр    |
| Н                |  | Генрі Рітчі     |
| Н                |  | Дік Форшоу      |
| Н                |  | Діксі Дін       |
| Н                |  | Тоні Велдон     |
| Н                |  | Алекс Труп      |
| Головний тренер: |  |                 |
| Томас Макінтош   |  |                 |

| В                |  | Джок Кроуфорд    |
| З                |  | Герберт Джонс    |
| З                |  | Роберт Роксберг  |
| ПЗ               |  | Генрі Гіллесс    |
| ПЗ               |  | Т.Бакстер        |
| ПЗ               |  | Пітер О'Дауд     |
| Н                |  | Джордж Торневелл |
| Н                |  | Сід Паддефут     |
| Н                |  | Джек Роскамп     |
| Н                |  | Томмі Маклін     |
| Н                |  | Артур Рігбі      |
| Головний тренер: |  |                  |
| Боб Кромптон     |  |                  |